# 下谷病院
下谷病院（したやびょういん）は、かつて存在した日本の医療機関。東京都台東区根岸にあった日本私立学校振興・共済事業団直営の病院であった。

## 概要
1957年に私立学校教職員共済組合の直営医療機関として開設。建物は既存のものを使用した。
施設の老朽化が激しく、1986年の消防法改正でスプリンクラー設備の設置が義務付けられたことから移転は不可避となった。台東区は反対を表明。当初、国立療養所中野病院の跡地に移転の名乗りを上げていたが、中野区と中野区医師会の反対に遭い頓挫。一方で江戸川区が新病院を誘致したことから、2001年度をもって閉院し、翌年度に東京臨海病院を設置した。
台東区は閉院で区内の病床の2割を失ったため、区の唯一の拠点病院となる永寿総合病院の整備を推進することとなった。

## 問題点
私学共済の直営医療機関として、以下の問題点があった。
- 直営医療機関であったが、患者の9割以上が私学共済加入者以外の一般患者であった
- 私学共済加入者には一部負担金を免除していたが、施設の収支は末期には赤字であり、累積赤字を抱えていた
- 施設の規模等から人間ドックが実施できない

台東区としては
- 台東区の属する二次医療圏の病院が過剰であるため、閉院した場合に新たな病院を誘致できない

などの問題を抱えていた。

## 年表
- 1957年6月 - 私立学校教職員共済組合が直営医療機関として下谷病院を開設
- 1962年 - 人間ドック開始
- 1974年 - 人間ドック廃止
- 1998年1月1日 - 私立学校教職員共済組合廃止、日本私立学校振興・共済事業団が一切の権利義務を承継して発足
- 2001年12月20日 - 診療終了
- 2001年12月31日 - 閉院
- 2002年4月1日 - 東京臨海病院開設

## 交通アクセス
- JR鶯谷駅から徒歩

## 註
1. ↑  台東区ホームページ　台東区の中核病院とは？